# WWE 24/7 冠军
WWE24/7冠軍（英語：WWE 24/7 Championship），是隸屬於世界摔角娛樂的一冠軍項目。這是個任何人都能挑戰的冠軍腰帶，並有特殊的規則「24/7」，任何時間，任何地點，只要有裁判在場，都能進行冠軍挑戰。
官方已於2022年11月9日選布此腰帶退役。

## 歷史
在2019年5月20日在公事包大戰的節目上，WWE宣布在下次的Raw節目上介紹新的冠軍腰帶，當晚在時任Raw總經理米克·佛利的介紹下，24/7冠軍就此誕生。擁有著跟WWF時期的「硬核冠軍」相同的「24/7規則」，在所有時間、所有地點，只要有裁判，隨時都能進行冠軍的爭奪。介紹完之後，米克·佛利把冠軍腰帶放在擂台上開放爭奪，泰德斯·歐尼爾在打敗眾人之後成位第一位WWE 24/7冠軍，之後也有女子摔角選手凱莉·凱莉、FOX主播羅伯·史東和其他和職業摔角無關的知名人物贏得的紀錄。

## 外部連結
- WWE 24/7冠軍頭銜官方歷史 （页面存档备份，存于）（英文）